# 60 Eho
60 Eho (mednarodno ime 60 Echo, starogrško starogrško Ἠχώ: Ehó) je velik asteroid tipa S v glavnem asteroidnem pasu. 

## Odkritje
Asteroid je odkril James Ferguson (1797 – 1867) 14. septembra 1860. . Ime je dobil po Eho, ki je bila nimfa (zelo je imela rada svoj glas) v grški mitologiji.

## Lastnosti
Asteroid Eho obkroži Sonce v 3,70 letih. Njegova tirnica ima izsrednost 0,182, nagnjena pa je za 3,602° proti ekliptiki. Njegov premer je 60,2 km, okrog svoje osi pa se zavrti v 25,206 h .